# Parque Dalseong
El Parque Dalseong (en coreano: 달성공원) es un parque situado en Jung-gu, Daegu, Corea del Sur. El parque incluye el pabellón de Gwanpungnu, una sala de historia local, un zoológico, y algunos monumentos.
El parque está situado en el interior de la fortificación más antigua en tierra firme de Corea, que data de alrededor de 261 AC (durante el período de los tres reinos). Durante la guerra chino-japonesa en 1894-1895 el espacio fue utilizado como una base militar japonesa. El parque fue creado en 1905, y fue renovado hacia su forma actual en 1965.